# Босния и Герцеговина на зимних Олимпийских играх 2018
Босния и Герцеговина на зимних Олимпийских играх 2018 года была представлена 4 спортсменами в двух дисциплинах лыжного спорта. Лишь один раз сборная Боснии и Герцеговины отправляла на Олимпийские игры меньшее количество спортсменов. На зимних Олимпийских играх 2002 года в заявку боснийской сборной входило только 2 человека. Как на церемонии открытия Игр, так и на церемонии закрытия право нести национальный флаг было доверено горнолыжнице Эльведине Музаферии. По итогам соревнований сборная Боснии и Герцеговины, принимавшая участие в своих седьмых зимних Олимпийских играх, вновь осталась без медалей.

## Состав сборной
В заявку сборной Боснии и Герцеговины для участия в Играх 2018 года вошли 4 спортсмена (2 мужчины и 2 женщины), которые выступили в 2 олимпийских дисциплинах. Главой делегации был назначен бывший футболист Саид Фазлагич.
 Горнолыжный спорт
1. Эмир Локмич
2. Эльведина Музаферия

 Лыжные гонки
1. Младен Плакалович
2. Таня Каришик

## Результаты соревнований

### Лыжные виды спорта

#### Горнолыжный спорт
Квалификация спортсменов для участия в Олимпийских играх осуществлялась на основании специального квалификационного рейтинга FIS по состоянию на 21 января 2018 года. При этом НОК для участия в Олимпийских играх мог выбрать только того спортсмена, который вошёл в топ-500 олимпийского рейтинга в своей дисциплине, и при этом имел определённое количество очков, согласно квалификационной таблице. Страны, не имеющие участников в числе 500 сильнейших спортсменов, могли претендовать только на квоты категории «B» в технических дисциплинах. По итогам квалификационного отбора сборная Боснии и Герцеговины завоевала 2 олимпийские лицензии категории «A».
Мужчины
| Соревнование      | Спортсмены  | Скоростной спуск/ 1 спуск | Скоростной спуск/ 1 спуск | Слалом/ 2 спуск | Слалом/ 2 спуск | Всего | Место | Отставание |
| Соревнование      | Спортсмены  | Время                     | Место                     | Время           | Место           | Всего | Место | Отставание |
| ----------------- | ----------- | ------------------------- | ------------------------- | --------------- | --------------- | ----- | ----- | ---------- |
| слалом            | Эмир Локмич | DNF                       | DNF                       | —               | —               | —     | —     | —          |
| гигантский слалом | Эмир Локмич | 1:14,55                   | 44                        | DNF             | DNF             | —     | —     | —          |

Женщины
| Соревнование      | Спортсмены          | Скоростной спуск/ 1 спуск | Скоростной спуск/ 1 спуск | Слалом/ 2 спуск | Слалом/ 2 спуск | Всего   | Место | Отставание |
| Соревнование      | Спортсмены          | Время                     | Место                     | Время           | Место           | Всего   | Место | Отставание |
| ----------------- | ------------------- | ------------------------- | ------------------------- | --------------- | --------------- | ------- | ----- | ---------- |
| скоростной спуск  | Эльведина Музаферия | не проводится             | не проводится             | не проводится   | не проводится   | 1:46,80 | 31    | +7,58      |
| супергигант       | Эльведина Музаферия | не проводится             | не проводится             | не проводится   | не проводится   | 1:27,97 | 42    | +6,86      |
| комбинация        | Эльведина Музаферия | 1:46,62                   | 22                        | DNF             | DNF             | —       | —     | —          |
| слалом            | Эльведина Музаферия | DNF                       | DNF                       | —               | —               | —       | —     | —          |
| гигантский слалом | Эльведина Музаферия | 1:19,33                   | 49                        | 1:15,57         | 44              | 2:34,90 | 44    | +14,88     |

#### Лыжные гонки
Квалификация спортсменов для участия в Олимпийских играх осуществлялась на основании специального квалификационного рейтинга FIS по состоянию на 21 января 2018 года. Для получения олимпийской лицензии категории «A» спортсменам необходимо было набрать максимум 100 очков в дистанционном рейтинге FIS. При этом каждый НОК может заявить на Игры 1 мужчину и 1 женщины, если они выполнили квалификационный критерий «B», по которому они смогут принять участие в спринте и гонках на 10 км для женщин или 15 км для мужчин. По итогам квалификационного отбора сборная Греции завоевала мужскую олимпийскую лицензию категории «A» и женскую категории «B».
Мужчины
Дистанционные гонки
| Соревнование           | Спортсмены        | Результат | Место | Отставание |
| ---------------------- | ----------------- | --------- | ----- | ---------- |
| 15 км свободным стилем | Младен Плакалович | 38:27,7   | 76    | +4:43,8    |

Женщины
Дистанционные гонки
| Соревнование           | Спортсмены   | Результат | Место | Отставание |
| ---------------------- | ------------ | --------- | ----- | ---------- |
| 10 км свободным стилем | Таня Каришик | 29:24,3   | 65    | +4:23,8    |